# 707년

## 연호
- 당(唐) 신룡(神龍) 3년 / 경룡(景龍) 원년
- 일본(日本) 게이운(慶雲) 4년
- 발해(渤海) 천통(天統) 10년

## 기년
- 당(唐) 중종(中宗) 복위 3년
- 신라(新羅) 성덕왕(聖德王) 6년
- 발해(渤海) 고왕(高王) 10년

## 사건
- 1월 15일 - 교황 시신니오, 87대 로마 교황으로 취임.

## 사망
- 10월 18일 - 교황 요한 7세, 86대 로마 교황.